# Чернышевский сельсовет (Тамбовская область)
Чернышевский сельсовет — сельское поселение в Первомайском районе Тамбовской области.
Административный центр — село Чернышевка.

## Население
| 2010 | 2012 | 2013 | 2014 | 2015 | 2016 | 2017 |
| ---- | ---- | ---- | ---- | ---- | ---- | ---- |
| 459  | ↘451 | ↘443 | ↘420 | ↘417 | ↘410 | →410 |
| 2018 | 2019 | 2020 | 2021 |      |      |      |
| ↘402 | ↘393 | ↗398 | ↘368 |      |      |      |

## Состав сельского поселения
| № | Населённый пункт | Тип населённого пункта       | Население |
| - | ---------------- | ---------------------------- | --------- |
| 1 | Добрый Путь      | посёлок                      | 8         |
| 2 | Лычное           | село                         | ↘76       |
| 3 | Пруцкий          | посёлок                      | 4         |
| 4 | Чернышевка       | село, административный центр | ↘371      |

Упразднённый населённый пункт
посёлок Моховое